# Зюкин, Владимир Михайлович
Влади́мир Миха́йлович Зю́кин (11 мая 1954, Березники, Молотовская область — 12 ноября 2024, Москва) — советский комсомольский деятель, последний первый секретарь ЦК ВЛКСМ. Член ЦК КПСС в июне 1990 — августе 1991 года.
Провёл XXII чрезвычайный съезд ВЛКСМ, на котором 28 сентября 1991 распустил всесоюзную комсомольскую организацию и вместе с ней официально прекратил существование всесоюзной пионерской организации при ЦК ВЛКСМ. Съезд проходил под пикетирование участниками молодёжного движения «Коммунистическая инициатива» с плакатами: «Зюкины дети! Руки прочь от комсомола», «Нет антиуставному съезду».

## Биография
Родился в семье служащих-строителей. Учился в средней школе № 1 города Екабпилса Латвийской ССР. В 1968 году вступил в комсомол.
В 1976 году окончил Брянский институт транспортного машиностроения, получил специальность инженера-механика.
В 1976—1978 годах — бригадир механиков, начальник котельной Снежного леспромхоза объединения «Комсомольсклес» Хабаровского края.
Член КПСС в 1977—1991 годах.
В 1978—1979 годах — заведующий отделом комсомольских организаций.
В 1979—1981 годах — 2-й секретарь, а в 1981 году — 1-й секретарь Комсомольского районного комитета ВЛКСМ Хабаровского края.
В 1981—1983 годах — заведующий отделом рабочей и крестьянской молодежи Хабаровского краевого комитета ВЛКСМ.
В 1983—1986 годах — 2-й секретарь Хабаровского краевого комитета ВЛКСМ.
В 1986—1987 годах — 1-й секретарь Хабаровского краевого комитета ВЛКСМ.
В декабре 1987 — марте 1989 года — заведующий организационным отделом ЦК ВЛКСМ.
В марте 1989 — апреле 1990 года — 2-й секретарь ЦК ВЛКСМ.
19 апреля 1990 — 28 сентября 1991 года — 1-й секретарь ЦК ВЛКСМ (внеочередной съезд, роспуск ВЛКСМ). Единственный после 1918 года руководитель комсомола, избранный на альтернативной основе, во втором туре с небольшим преимуществом опередил Андрея Шаронова.
С 1992 года — президент Фонда международного молодежного сотрудничества. Руководитель брокерской компании «Крэйтон кэпитал», затем возглавлял компанию «Инпред».
С 2003 года — президент ООО «Пилот менеджмент», владел и сдавал в аренду коммерческую недвижимость бизнес-центра «Тессинский» в Москве.
Скончался 12 ноября 2024 года после продолжительной болезни.

## Награды и звания
- медаль «За трудовую доблесть».
- медаль «За строительство Байкало-Амурской магистрали».
- знак ЦК ВЛКСМ «За активную работу в комсомоле».